# Laicità in Turchia

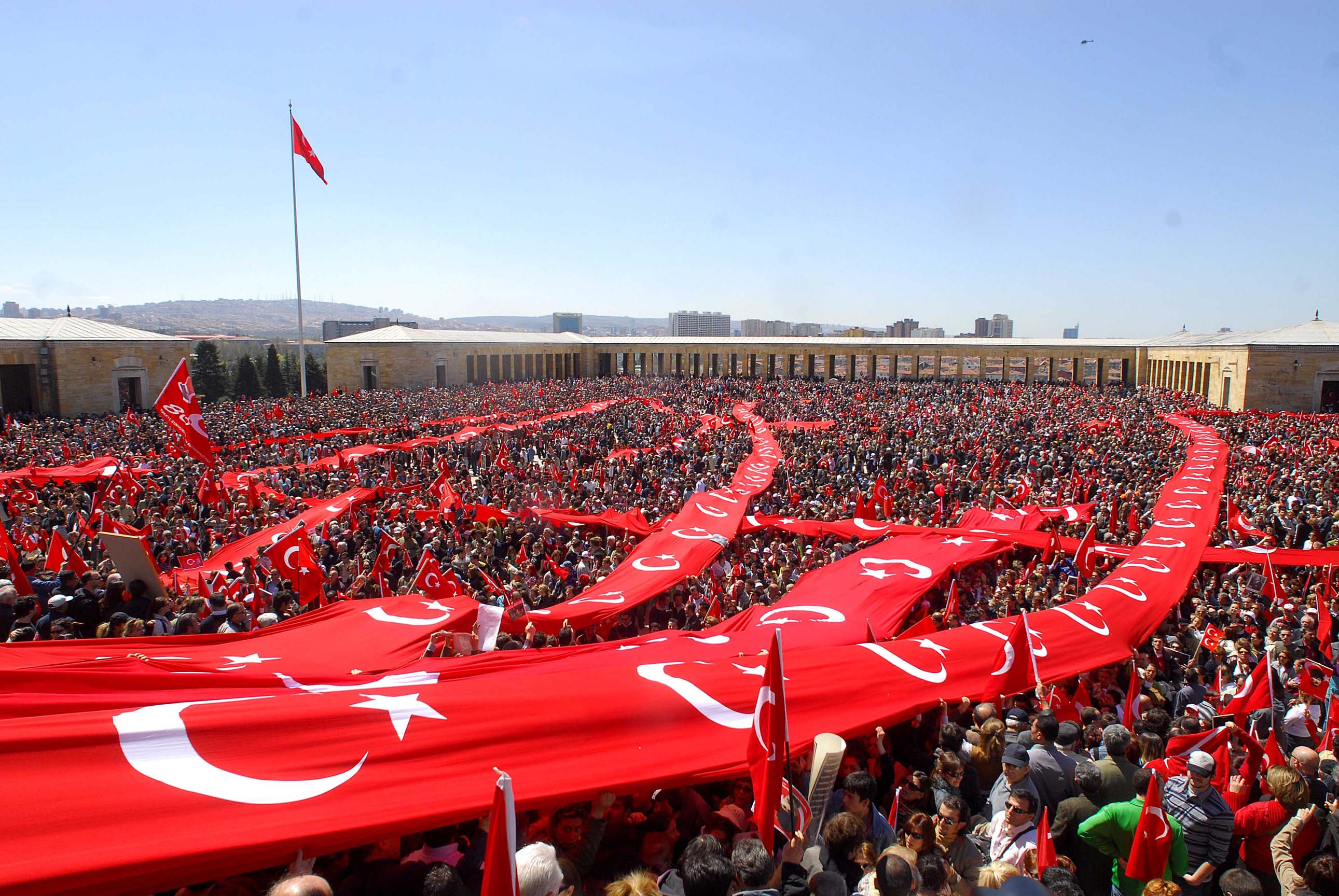
Le "proteste della Repubblica" hanno avuto luogo nel 2007 a sostegno dei tradizionali principi kemalisti della repubblica turca, in particolare a favore della laicità di Stato e della democrazia, contro la percepita islamizzazione della Turchia attuata dal governo del Partito della Giustizia e dello Sviluppo.

La laicità in Turchia definisce il rapporto tra religione e Stato in Turchia. La laïcité fu introdotta per la prima volta con l'emendamento del 1928 alla Costituzione del 1924, che rimuoveva la disposizione che dichiarava l'Islam come "religione dello Stato", e con le successive riforme del primo presidente della Turchia Mustafa Kemal Atatürk, le quali stabilirono i requisiti amministrativi e politici per creare uno Stato moderno, democratico, laico e allineato al kemalismo. 
Il principio del secolarismo turco, a differenza di quanto avvenuto nel mondo occidentale, non fu conseguente a un fenomeno culturale in atto nella società, ma piuttosto dall'azione diretta e decisa e dall'entusiasmo rivoluzionario di una piccola élite composta da burocrati e giovani ufficiali dell'esercito.
La laicité turca chiede la separazione tra religione e Stato, ma descrive anche la posizione dello Stato come una "neutralità attiva". Le azioni della Turchia legate alla religione vengono attentamente analizzate e valutate attraverso la Presidenza degli affari religiosi (Diyanet İşleri Başkanlığı o semplicemente Diyanet). I compiti della Presidenza degli affari religiosi sono quelli di "eseguire le opere riguardanti le credenze, il culto e l'etica dell'Islam, illuminare il pubblico sulla loro religione e amministrare i luoghi di culto sacri".

## Storia
La storia del secolarismo in Turchia trae origine inizialmente dalle Tanzimat attuate dall'Impero ottomano nel corso del XIX secolo. La seconda fase si verificò durante la seconda era costituzionale. La forma attuale fu raggiunta dalle riforme di Atatürk.

### Impero ottomano
La struttura istituzionale e governativa dell'Impero ottomano (XIII secolo) era basata su uno stato islamico in cui il capo di Stato ottomano era il Sultano. Il sistema sociale era organizzato attorno al millet. La struttura del millet consentiva un grande grado di continuità religiosa, culturale ed etnica alle popolazioni non musulmane attraverso le suddivisioni dell'Impero ottomano e allo stesso tempo permetteva la loro incorporazione nel sistema amministrativo, economico e politico ottomano. Il governatore nominato dagli ottomani riscuoteva le tasse e provvedeva alla sicurezza, mentre le questioni religiose o culturali locali erano lasciate alla decisionalità delle comunità regionali. D'altra parte, i sultani erano musulmani e le leggi che li legavano erano basate sulla Sharia, il corpo della legge islamica, nonché sui vari costumi culturali. Il sultano, a partire dal 1517, fu anche califfo, il leader di tutti i musulmani sunniti nel mondo. All'inizio del XIX secolo l'élite dominante ottomana riconobbe la necessità di ristrutturare i sistemi legislativi, militari e giudiziari per far fronte ai loro nuovi rivali politici in Europa. Quando il sistema del millet iniziò a perdere la sua efficienza a causa dell'ascesa del nazionalismo all'interno dei confini, l'Impero ottomano esplorò nuovi modi di governare il suo territorio composto da diverse popolazioni.
Il sultano Selim III fondò le prime scuole militari secolari istituendo la nuova unità militare, il Nizam-ı Cedid, già nel 1792. Tuttavia, l'ultimo secolo (XIX secolo) dell'Impero ottomano fu caratterizzato da molte riforme di vasta portata che raggiunsero il picco con le Tanzimat l'era delle prime riforme dell'Impero ottomano. Dopo le Tanzimat, furono stabilite nuove norme, come quelle relative allo status paritario dei cittadini non musulmani, l'istituzione di un parlamento, l'abbandono delle pene medievali per l'apostasia, così come la codificazione della costituzione imperiale e del i diritti dei sudditi ottomani. La prima guerra mondiale portò alla caduta dell'Impero ottomano e alla sua successiva spartizione da parte degli Alleati. Pertanto, la Repubblica di Turchia era in realtà uno Stato-nazione costruito come risultato di un impero perduto.

### Riforme della Repubblica
Durante l'istituzione della Repubblica, vi erano due sezioni del gruppo d'élite al timone delle discussioni per il futuro. Questi erano i riformisti islamisti e gli occidentalisti. Entrambi condividevano un obiettivo simile: la modernizzazione del nuovo Stato. Il risultato previsto dal fondatore della moderna Repubblica turca Mustafa Kemal Atatürk fu quello di amplificare questo terreno comune e mettere il paese su una strada veloce di riforme, oggi note come Riforme di Atatürk.
Il loro primo atto fu quello di dare alla nazione turca il diritto di esercitare la sovranità popolare attraverso la democrazia rappresentativa. Prima di dichiarare la nuova Repubblica, la Grande Assemblea Nazionale turca abolì la monarchia costituzionale il 1º novembre 1922. La Grande Assemblea Nazionale turca si mosse quindi per sostituire la corrente struttura legislativa islamica con le leggi erano state approvate durante la guerra d'indipendenza turca, a partire dal 1919. La modernizzazione della legge era già iniziata nel momento in cui il progetto era stato intrapreso sul serio. Una pietra miliare in questo processo fu l'approvazione della Costituzione turca del 1921. Dopo l'istituzione della Repubblica il 29 ottobre 1923, l'istituzione del califfato rimase, ma l'approvazione di una nuova costituzione nel 1924 abolì di fatto questo titolo che era detenuto dal sultanato ottomano dal 1517. Anche se la nuova costituzione abolì il califfato, dichiarò simultaneamente l'Islam come la religione ufficiale della Repubblica turca. I poteri del califfato all'interno della Turchia vennero trasferiti all'Assemblea nazionale e da allora il titolo è rimasto inattivo. Teoricamente la Repubblica turca mantiene ancora il diritto di ripristinare il califfato, se mai decidesse di farlo.
In seguito a questi sviluppi, furono intraprese numerose riforme sociali. Molte di queste riforme influenzarono ogni aspetto della vita turca, ed erano mosse a cancellare la lunga eredità dominante della religione e della tradizione. L'unificazione dell'istruzione, l'instaurazione di un sistema educativo secolare e la chiusura di molti ordini religiosi avvennero il 3 marzo 1924. Questi si estesero alla chiusura dei conventi religiosi e delle logge dei dervisci il 30 novembre 1925. Queste riforme includevano anche l'estensione alle donne del diritto di voto nel 1931 e il diritto di essere elette a cariche pubbliche a partire dal 5 dicembre 1934. L'inclusione del riferimento alla laïcité nella costituzione fu ottenuta con un emendamento del 5 febbraio 1937, una mossa considerata come l'atto finale nel progetto di istituire la completa separazione tra affari governativi e religiosi in Turchia.

## Controversie

### L'agenda politica dell'islamizzazione di Erdoğan
Secondo vari osservatori, come per esempio Mustafa Akyol, sotto il governo del Partito islamico per la giustizia e lo sviluppo (AKP) di Recep Tayyip Erdoğan, a partire dal 2007, centinaia di esponenti laici sono stati incarcerati, e nel 2012 la "vecchia guardia laica" in posizioni di autorità è stata sostituita da membri e sostenitori dell'AKP e del movimento gülenista. Il 25 aprile 2016, il presidente del parlamento turco İsmail Kahraman ha dichiarato a una conferenza di studiosi e scrittori islamici a Istanbul che "la laicità non avrebbe un posto in una nuova costituzione", poiché la Turchia è "un paese musulmano" e quindi si "dovrebbe avere una costituzione religiosa" (Uno dei doveri del Presidente del Parlamento è quello di redigere un nuovo progetto di costituzione per la Turchia).

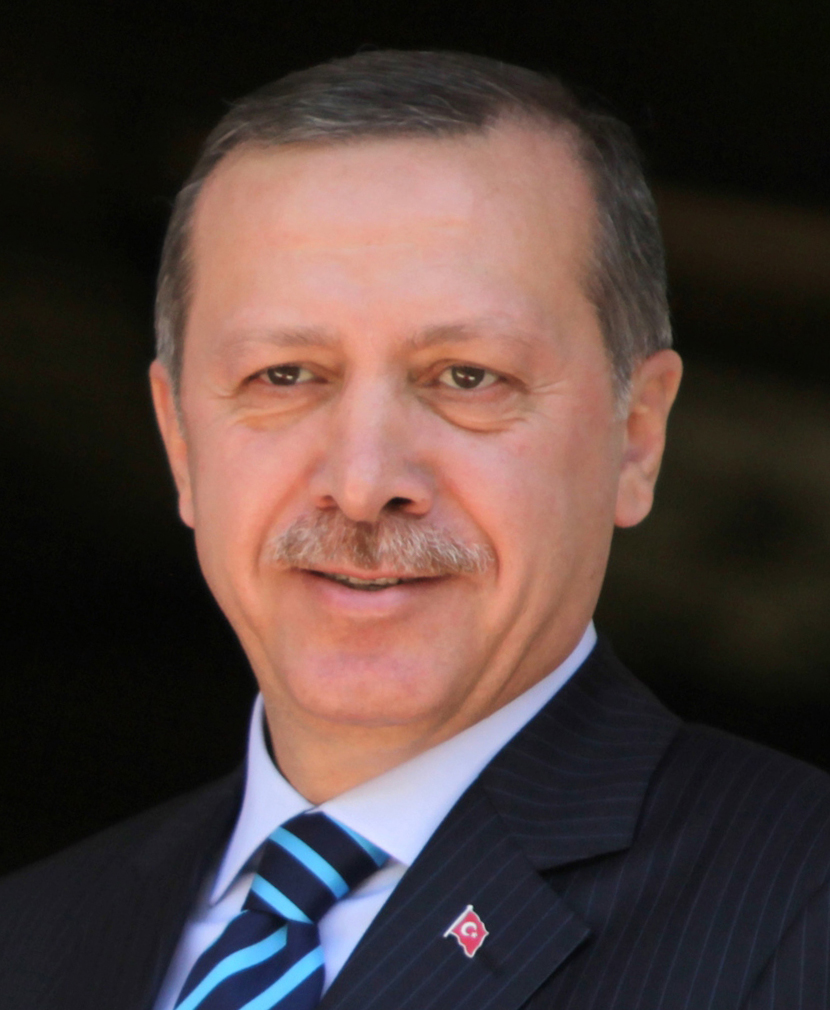
Il presidente Recep Tayyip Erdoğan promuove l'islamizzazione in Turchia, che consente alle donne di scegliere di indossare il hijab in pubblico.

Alcuni critici si sono anche lamentati (vedi citazione) che sotto Erdoğan, il vecchio ruolo del Diyanet - ovvero quello mantenere il controllo sulla sfera religiosa dell'Islam in Turchia - è stato "ampiamente ribaltato". Oggi, il Diyanet è notevolmente aumentato di dimensioni e promuove un certo tipo di islam conservatore (hanafi) sunnita) all'interno della Turchia, emettendo fatawa che vieta attività come "dare da mangiare ai cani a casa, celebrare il Capodanno occidentale, lotterie e tatuaggi" e proiettando questo tipo di "Islam turco" all'estero.
Il governo dell'AKP persegue l'agenda politica esplicita di islamizzazione nell'ambito dell'istruzione per "sollevare una generazione devota" contro la resistenza laica, in un processo che causa la perdita di posti di lavoro e scuola per molti cittadini turchi non religiosi. Dopo il colpo di Stato, che il presidente Erdoğan ha definito "un dono di Dio", migliaia di persone sono state epurate dal governo, principalmente seguaci del movimento gülenista, che si presume abbia lanciato il colpo di Stato - pur rimanendo laici. Una spiegazione per l'eventuale fine del secolarismo in Turchia è che il socialismo era visto come una minaccia della sinistra alla "supremazia capitalista", e i valori islamici sono stati ripristinati nel sistema educativo perché "sembravano più adatti a neutralizzare qualsiasi sfida dal lasciato alla supremazia capitalista".

#### Critiche all'islamizzazione
Alcuni critici vedono in una linea opposta che l'interesse e il sostegno del secolarismo in Turchia è in aumento, non in diminuzione. Dopo una dichiarazione di Erdogan sul suo desiderio di "crescere una gioventù religiosa", i politici di tutti i partiti hanno condannato tali espressioni come un abbandono dei valori repubblicani. Il quotidiano filo-governativo Bugün ha pubblicato un articolo in cui si afferma che "nessuno ha il diritto di convertire questa società in una società religiosa, o il contrario". I sondaggi sul popolo turco mostrano anche un grande sostegno per il mantenimento di uno Stato laico. La Fondazione turca per gli studi economici e sociali ha rilevato che solo il 9% dei turchi sosteneva la costituzione di uno Stato religioso nel 2006. Un più recente sondaggio del 2015 di Metropoll ha rilevato che oltre l'80% dei turchi sosteneva la continuazione della Turchia come Stato laico, idea condivisa parimenti anche dalla maggioranza degli elettori dell'AKP.

## Principi costituzionali
La Costituzione afferma che la Turchia è una Repubblica laica e democratica, che la sua sovranità deriva dal popolo, che ne delega l'esercizio a un parlamento unicamerale eletto, la Grande assemblea nazionale turca. Inoltre, l'articolo 4: dichiara l'immobilità dei principi fondanti della Repubblica definiti nei primi tre articoli:
1. "laicità, uguaglianza sociale, uguaglianza davanti alla legge"
2. "la forma di governo repubblicana"
3. "l'indivisibilità della Repubblica e della nazione turca",

La Costituzione vieta qualsiasi proposta di modifica di questi articoli. Ogni singolo concetto che è distribuito nei tre articoli della costituzione non può essere raggiunto senza gli altri due concetti. La costituzione richiede un'amministrazione centrale che perderebbe il suo significato (efficacia, copertura, ecc.) se il sistema non fosse basato su laïcité, uguaglianza sociale e uguaglianza davanti alla legge. Viceversa, se la Repubblica si differenzia in base alle differenze sociali, religiose, l'amministrazione non può essere uguale alla popolazione quando l'amministrazione è centrale. Il sistema stabilito nella costituzione si propone di fondare uno stato-nazione unitario basato sui principi della democrazia secolare.

## Impatto sulla società
La costituzione turca riconosce la libertà di religione per gli individui mentre le comunità religiose identificate sono poste sotto la protezione dello Stato, ma la costituzione afferma esplicitamente che non possono essere coinvolte nel processo politico (formazione di un partito religioso, ad esempio) e nessun partito può affermare che rappresenta una forma di fede religiosa. Tuttavia, le opinioni religiose sono state generalmente espresse attraverso i partiti conservatori.
Nella storia recente, la Corte costituzionale ha ordinato la chiusura di due partiti (Partito del Benessere nel 1998 e Partito della Virtù nel 2001) per attività islamiste e per i tentativi di "ridefinire la natura laica della repubblica". Il primo partito ad essere chiuso per sospette attività anti-secolariste è stato il Partito Repubblicano Progressista il 3 giugno 1925.
Le questioni relative alla laicità della Turchia sono state discusse in vista delle elezioni presidenziali del 2007, in cui il partito al governo ha scelto di candidare l'islamista Abdullah Gül. Se alcuni in Turchia hanno espresso preoccupazione che la nomina avesse potuto rappresentare un allontanamento dalle tradizioni secolariste turche, inclusa in particolare la priorità della Turchia sull'uguaglianza tra i sessi, altri hanno suggerito che il partito conservatore abbia effettivamente promosso la modernizzazione raggiungendo elementi più tradizionali e religiosi nella società turca.
La conservazione e il mantenimento dell'identità secolare da parte della Turchia rappresenta una questione profonda e fonte di tensione. Nel 2007 Recep Tayyip Erdoğan ha rotto con la tradizione laica, pronunciandosi a favore di un islamismo limitato e contro le restrizioni attive, istituite da Atatürk sull'indossare il hijab negli uffici governativi e nelle scuole. Le cosiddette "proteste della Repubblica" (in turco Cumhuriyet Mitingleri) sono state una serie di manifestazioni di massa tenutesi in Turchia nella primavera del 2007 a sostegno degli ideali kemalisti e di laicità dello Stato.
La Turchia, in quanto paese laico, ha per decenni vietato per legge di indossare copricapi religiosi e indumenti simbolici religiosi e politici per entrambi i sessi negli edifici governativi e nelle scuole; una legge è stata confermata dalla Corte europea dei diritti dell'uomo come legittima il 10 novembre 2005 in Leyla Şahin v. Turchia.
La rigorosa applicazione del secolarismo in Turchia è stata accreditata per consentire alle donne di avere accesso a maggiori opportunità, rispetto ai paesi con una maggiore influenza della religione negli affari pubblici, in materia di istruzione, occupazione, ricchezza e libertà politiche, sociali e culturali.
Altrettanto paradossale della laicità turca è il fatto che le carte di identità dei cittadini turchi includono la specificazione della religione del titolare del documento. Questa dichiarazione è stata percepita da alcuni come una forma di sorveglianza dello Stato sulle scelte religiose dei suoi cittadini.
La maggioritaria scuola hanafita dell'Islam sunnita è interamente organizzata dallo stato, attraverso il Diyanet İşleri Başkanlığı (Presidenza per gli affari religiosi), che supervisiona tutte le moschee, istruisce gli imam che vi lavorano e approva tutti i contenuti per i servizi religiosi e le preghiere. Nomina gli imam, che sono classificati come dipendenti pubblici. Questa microgestione delle pratiche religiose sunnite, a volte, sembra molto più settaria che secolare, in quanto viola il principio della neutralità dello stato nella pratica religiosa. I gruppi che hanno espresso insoddisfazione per questa situazione includono una varietà di associazioni non governative sunnite/hanafi (come il movimento Nurci), la cui interpretazione dell'Islam tende ad essere più attivista; i membri non sunniti aleviti tendono a risentirsi nel sostenere l'establishment sunnita con i loro soldi delle tasse (mentre lo stato turco non sovvenziona le attività religiose alevite).

## Critiche
Le riforme che vanno nella direzione del secolarismo sono state completate sotto Atatürk (abolizione del califfato, ecc. ). Secondo alcune critiche tuttavia, la Turchia non sarebbe strettamente uno Stato laico dal momento che non vi sarebbe separazione tra religione e stato, oltre a uno stato di tutela della religione da parte dello Stato.
Come già descritto, la religione è menzionata sui documenti di identità e c'è un'amministrazione chiamata "Presidenza degli affari religiosi" o Diyanet che sfrutta l'Islam per legittimare talvolta lo Stato e gestisce 77.500 moschee. Questa agenzia statale, fondata da Atatürk nel 1924, e che nel 2012 aveva un budget di oltre 2,5 miliardi di dollari, finanzia solo il culto musulmano sunnita. Altre confessioni devono garantire una gestione finanziariamente autosufficiente e devono affrontare ostacoli amministrativi per il loro funzionamento.
Quando si riscuotono le tasse, tutti i cittadini turchi soggetti alla stessa aliquota fiscale, indipendentemente dalla loro confessione. Tuttavia, attraverso il Diyanet, le entrate vengono riservate al solo culto sunnita. Ad esempio, i musulmani sciiti ja'fari, aleviti e bektashi partecipano al finanziamento delle moschee e agli stipendi degli imam sunniti, mentre i loro luoghi di culto, che non sono ufficialmente riconosciuti dallo Stato, non ricevono alcun finanziamento.
Teoricamente, la Turchia, attraverso il trattato di Losanna (1923), riconosce i diritti civili, politici e culturali di alcune minoranze non musulmane. Nella pratica, la Turchia riconosce solo le minoranze religiose greche, armene ed ebraiche senza concedere loro tutti i diritti menzionati nel trattato di Losanna.

I musulmani sciiti e aleviti, i cattolici e i protestanti non sono riconosciuti ufficialmente.
Con più di 100.000 dipendenti, il Diyanet è una sorta di Stato all'interno dello Stato. Nel 2013, con oltre 4,6 miliardi di TL (lire turche),il Diyanet occupava la 16ª posizione della spesa del governo centrale.Il budget assegnato a Diyanet è:

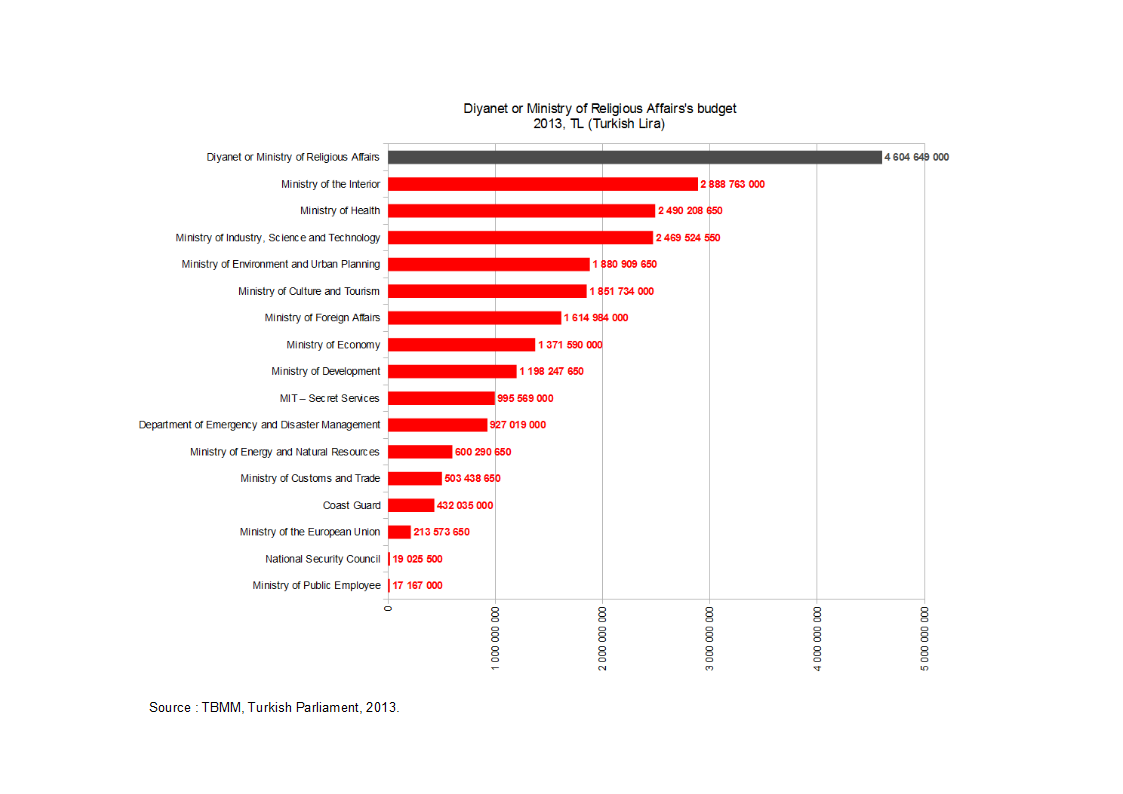
Bilancio di Diyanet nel 2013 - Fonte: TBMM, Parlamento turco, 2013.

- 1,6 volte superiore al budget assegnato al Ministero dell'Interno[36]
- 1,8 volte superiore al budget assegnato al Ministero della Salute
- 1,9 volte superiore al budget assegnato al Ministero dell'Industria, della Scienza e della Tecnologia
- 2,4 volte superiore al budget assegnato al Ministero dell'Ambiente e dell'Urbanistica
- 2,5 volte superiore al budget assegnato al Ministero della Cultura e del Turismo
- 2,9 volte superiore al budget assegnato al Ministero degli Affari Esteri
- 3,4 volte superiore al budget assegnato al Ministero dell'Economia
- 3,8 volte superiore al budget del Ministero dello sviluppo
- 4,6 volte superiore al budget assegnato al MIT - Secret Services
- 5,0 volte superiore al budget assegnato al Dipartimento per le emergenze e la gestione dei disastri
- 7,7 volte superiore al budget assegnato al Ministero dell'Energia e delle Risorse Naturali
- 9,1 volte superiore al budget assegnato al Ministero delle dogane e del commercio
- 10,7 volte maggiore del budget assegnato alla Guardia Costiera
- 21,6 volte superiore al budget assegnato al Ministero dell'Unione europea
- 242 volte superiore al budget per il Consiglio di sicurezza nazionale
- 268 volte più importante del budget assegnato al Ministero dei dipendenti pubblici

Il budget del Diyanet rappresenta:
- 79% del budget della Polizia[36]
- 67% del bilancio del ministero della Giustizia
- 57% del budget degli ospedali pubblici
- 31% del budget della Polizia Nazionale
- 23% del budget dell'esercito turco (il secondo esercito permanente della NATO)

Il forte secolarismo della Turchia ha portato a quelle che sono state percepite da alcuni come restrizioni alla libertà religiosa; per esempio, il velo è stato a lungo vietato nelle università pubbliche e un emendamento costituzionale approvato nel febbraio 2008 che ha permesso da allora alle donne di indossarlo nei campus universitari ha suscitato notevoli polemiche. Inoltre, le forze armate hanno storicamente mantenuto una rigida vigilanza sulla laicità politica della Turchia, che affermano costituire una chiave di volta tra i principi fondanti della Repubblica, intervenendo in politica in diverse occasioni.